# Музей движущегося изображения
Музей движущегося изображения (Museum of the Moving Image) — музей кино, телевидения, видео и компьютерных игр в квартале Куинса, называемом Астория.
После того, как в 1916 г. киномагнаты Джесси Ласки и Адольф Цукор объединили свои студии и образовали компанию «Famous Players-Lasky,» для съёмок фильмов в Нью-Йорке была построена студия «Kaufman Astoria Studios». Здесь были созданы ранние фильмы братьев Маркс и некоторые другие ленты, оставившие след в истории кинематографа.
Когда в 1970 году зашла речь о сносе зданий давно пустующей киностудии, участок выкупил фонд «Астория». В 1988 году на этой территории был открыт первый в США музей, целиком посвящённый истории кинематографа, с кинозалом, оснащённым по последнему слову техники.
В 2008—2011 гг. была осуществлена масштабная реконструкция музея, в результате которой его площади увеличились вдвое. Попечителям музея это расширение обошлось в $67 млн.
Музей движущегося изображения не только даёт возможность увидеть на большом экране кинораритеты, но и проводит круглые столы, посвящённые новым премьерам. Геймеров привлекает в «Асторию» огромная коллекция видеоигр и соответствующего оборудования.